# Georg Biurman

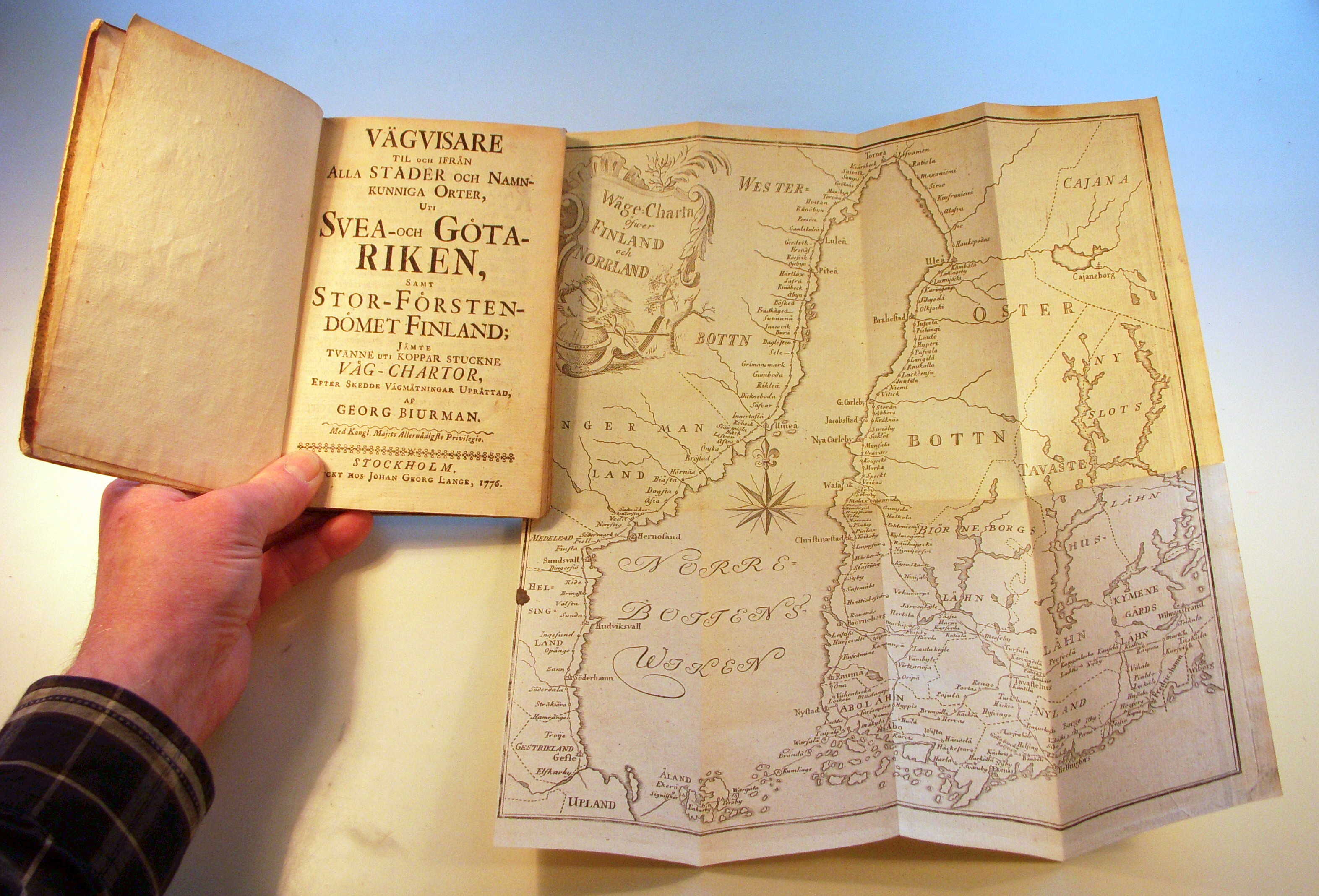
Biurmans "Vägvisare uti Svea- och Göta Riken samt Stor-Förstendömet Finland" från 1742.

Georg Biurman, född 1700, död 1755, var en svensk lantmätare och gravör vid gamla lantmäterikontoret i Stockholm. Han blev känd för en lång rad detaljerade kartverk över Stockholm och Sverige samt en reseguide som utkom 1742. På 1730-talet blev Biurman chef för det tryckeri som inrättades på lantmäteriet vid Västra Trädgårdsgatan 2 i Stockholm.

## Biurmans resehandbok

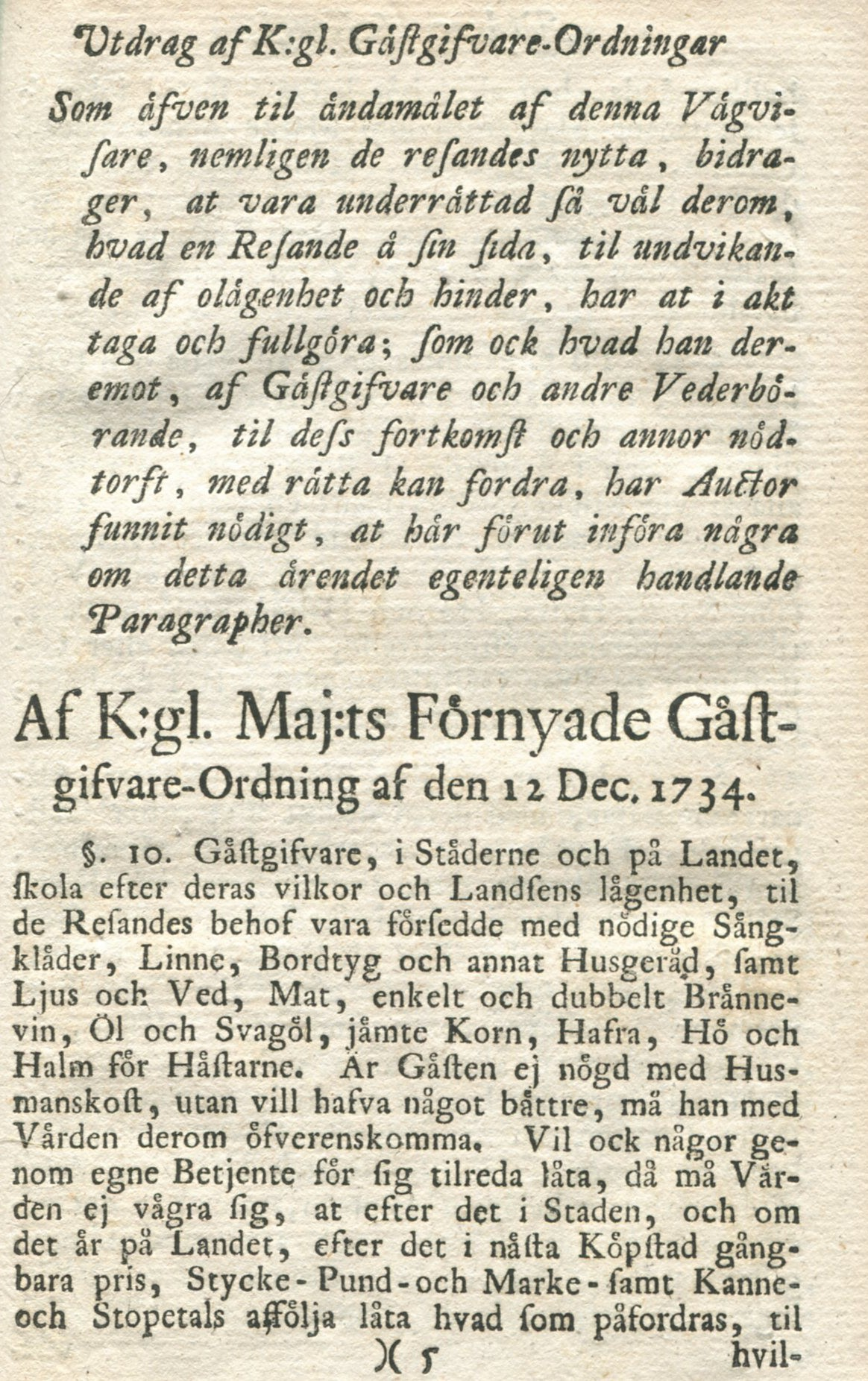
Förordningen i vägvisaren 1742.

Genom en kunglig förordning av den 12 december 1734 reglerades gästgiveriväsendet i detalj för Sveriges rike som skulle gälla en lång tid framöver. Med denna förordning som grund utgav Biurman 1742 en reseguide. En tidigare reseguide hade utgetts av Peter Warnmarck 1709. Biurmans bok heter ”Vägvisare uti Svea- och Göta Riken samt Stor-Förstendömet Finland” och utkom i fyra kompletterade upplagor, den sista 1776. Vägvisaren innehåller bland annat två kartblad i kopparstick samt noggranna uppgifter om vägar, gästgivargårdar, städer och andra orter och avstånd från Stockholm samt mellan orterna inbördes längs huvudvägarna över hela riket. Ett företal har skrivits både av "Auctorn" Biurman och i de senare upplagorna av boktryckaren Lars Salvius. Biurmans företal börjar med orden:
| ” | Gunstige Läsare! Till det Allmänna har jag härmedelst den äran, at lemna en Vägvisare til och ifrån alla Städer, samt namnkunniga Orter uti vårt kära Fädernesland, tillika med tvenne därvid fogade Väg-Chartor, som utvisa Städernas och Gästgifaregårdarnas Namn och belägenhet… | „ |

I volymen ingår även hela lydelsen för ”K:gl Maj:ts Förnyade Gästgifvare-Ordning” från 1734. Där heter det bland annat:
| ” | §10. Gästgifvare, i Städerne och på Landet, skola efter deras vilkor och Landsens lägenhet, til de Resandes behof vara försedde med Sängkläder, Linne, Bordtyg och annat Husgeråd, samt Ljus och Ved, Mat, enkelt och dubbelt Brännevin, Öl och Svagöl, jämte Korn, Hafra, Hö och Halm för Hästarne. Är Gästen ej nögd med Husmanskost, utan vill hafva något bättre, må han med Värden derom överenskomma... | „ |

| ” | §16. Ingen må resa utur Härbärget eller Gästgifvaregården, eller den Gård, dit han af Gästgifvaren förlagd blifvit, innan han för förtäring och det han åtnjutit, antingen efter Taxan, eller betingat Pris förnögt Värden, samt betalt Skjutsen ifrån förra omskiftet, vid Tjugu Daler Silfvermynts Böter... | „ |

Boken innehåller även trafikregler eller uppmaningar hur man skulle förhålla sig vid möten på landsvägen, det var vänstertrafik som gällde i Sverige och Finland vid den tiden och gående fick vänta längst vid trånga passager:
| ” | § 23. När Resande eller Farande i Städer eller på Landet mötas, böra de til hvar sin vänstra sida således vika, at de hinderlöst kunna komma hvarannan förbi, vid Tio Daler Silfvermynts Bot för den, som häremot bryter; är Vägen för trång, at endera måste nödvändigt å sidan, då vike den gående för den ridande, den ridande för den åkande, Kärra före Vagn, den mindre Vagn för den större, den tomme eller den med Folk uti för den med Lass, det mindre Lasset för det större… | „ |

## Illustrationer och kartor
Bland Biurmans arbeten märks även en utvikbar etsning i Dissertatio academica de Monte Brunconis av Jonas Bång, visande Kristian II:s intåg i Stockholm. Som förebild tjänade honom Blodbadstavlan från 1524. Som kartograf framställde Georg Biurman bland annat en Sverigekarta inklusive Finland, flera landskapskartor, flera kartor över Stockholm, därav en med stadens omgivningar, en Kungsholmskarta och en Mälarkarta. 
Det dåliga intresset från allmänhetens sida liksom från regeringen gjorde dock att verksamheten fick ekonomiska problem och lades ned. Under Biurmans ledning fortsatte en halvofficiell utgivning av kartverk som dock avstannade vid hans död 1755. Trots detta blev under de följande åren flera provinskartor utförda, graverade och tryckta för publicering i lantmäterikontoret och publicerade i dess namn. De kartor som trycktes och gavs ut i lantmäterikontorets egen regi finns samlade i en bunden volym med titeln "Af Kongl. Generallandtmätericontoret utgifna kartor". Biurman finns representerad vid bland annat Nationalmuseum i Stockholm.

## Illustrationer och kartor i urval

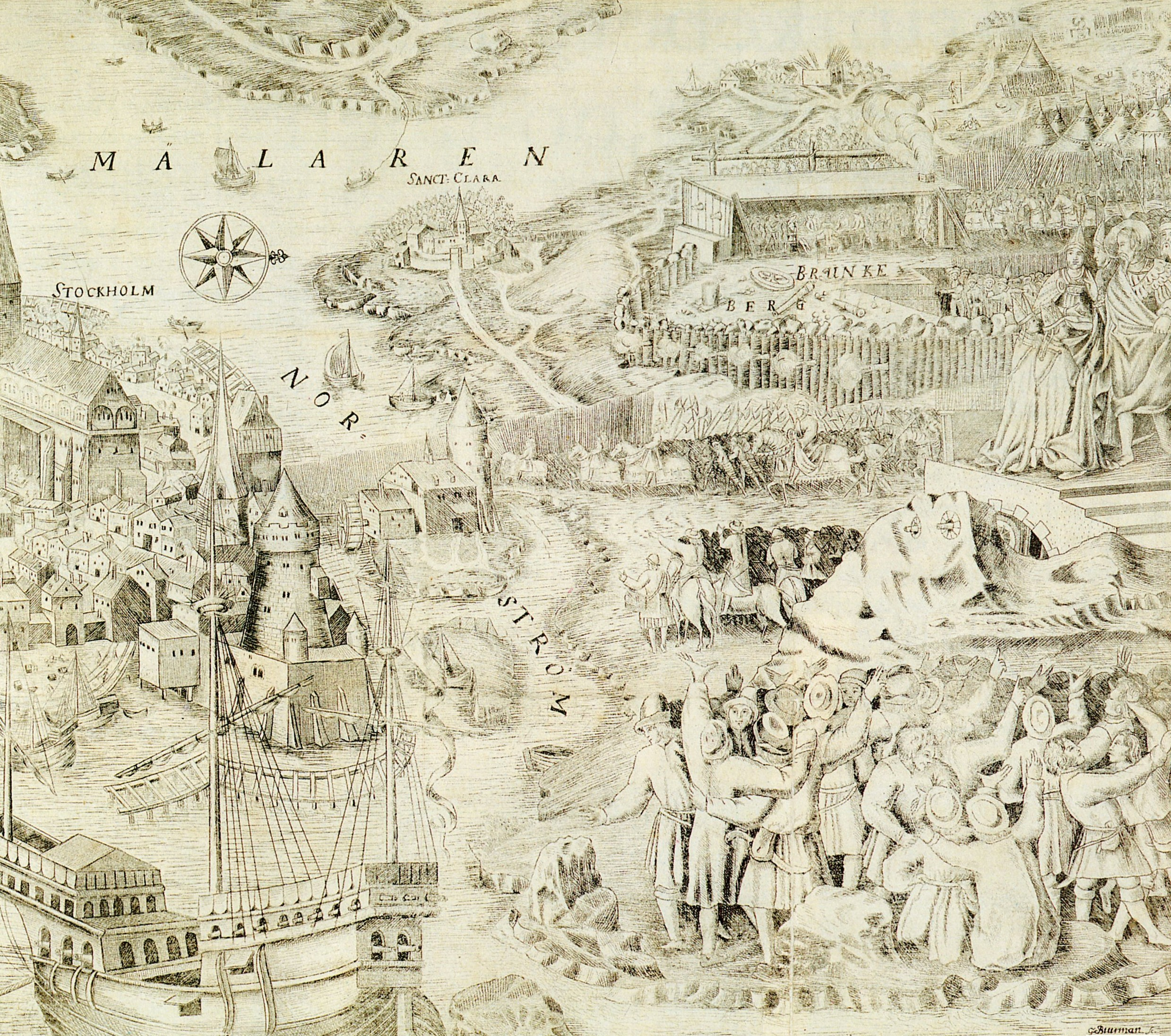
Etsning efter Blodbadstavlan 1732
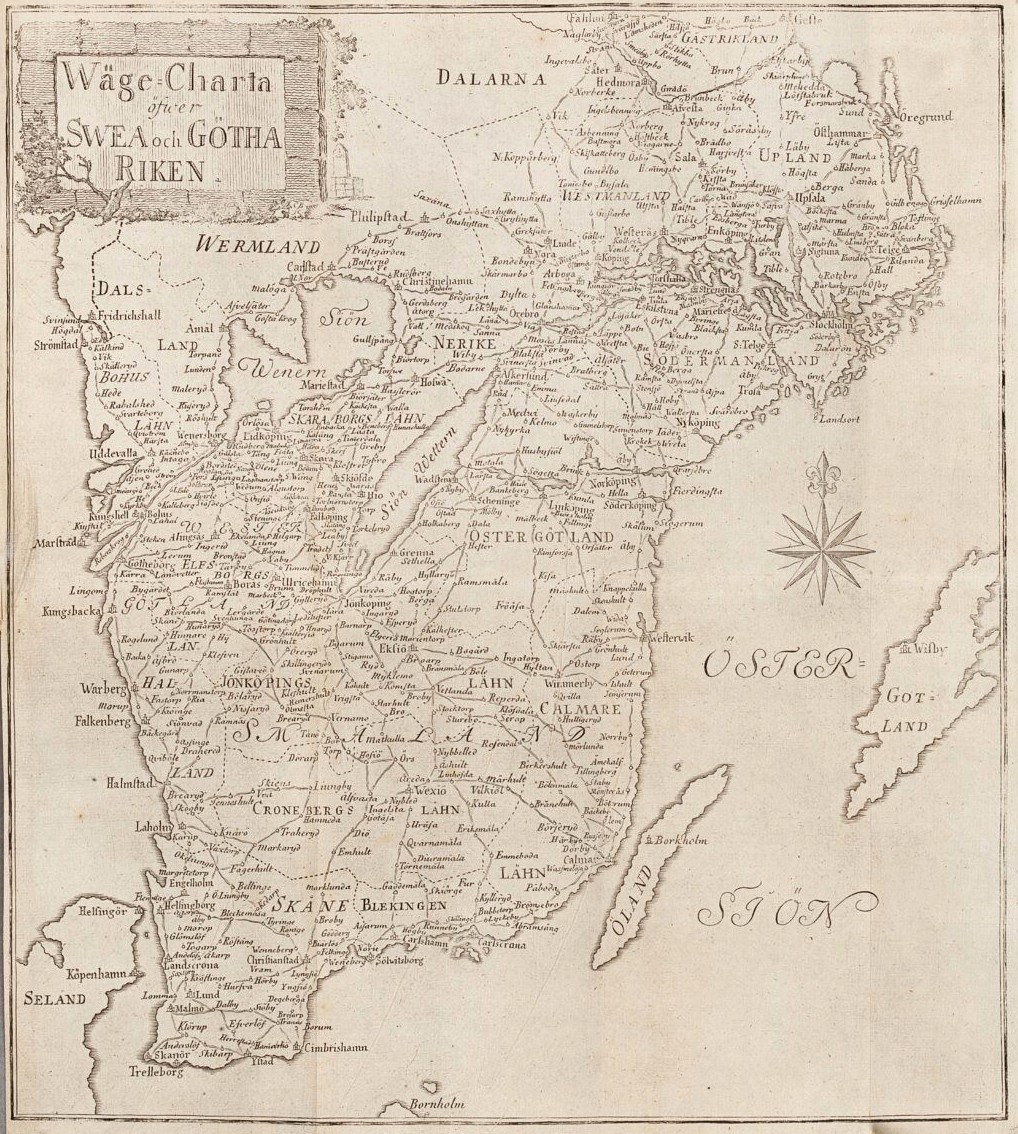
Karta till "Vägvisare uti Svea- och Göta Riken..." 1742
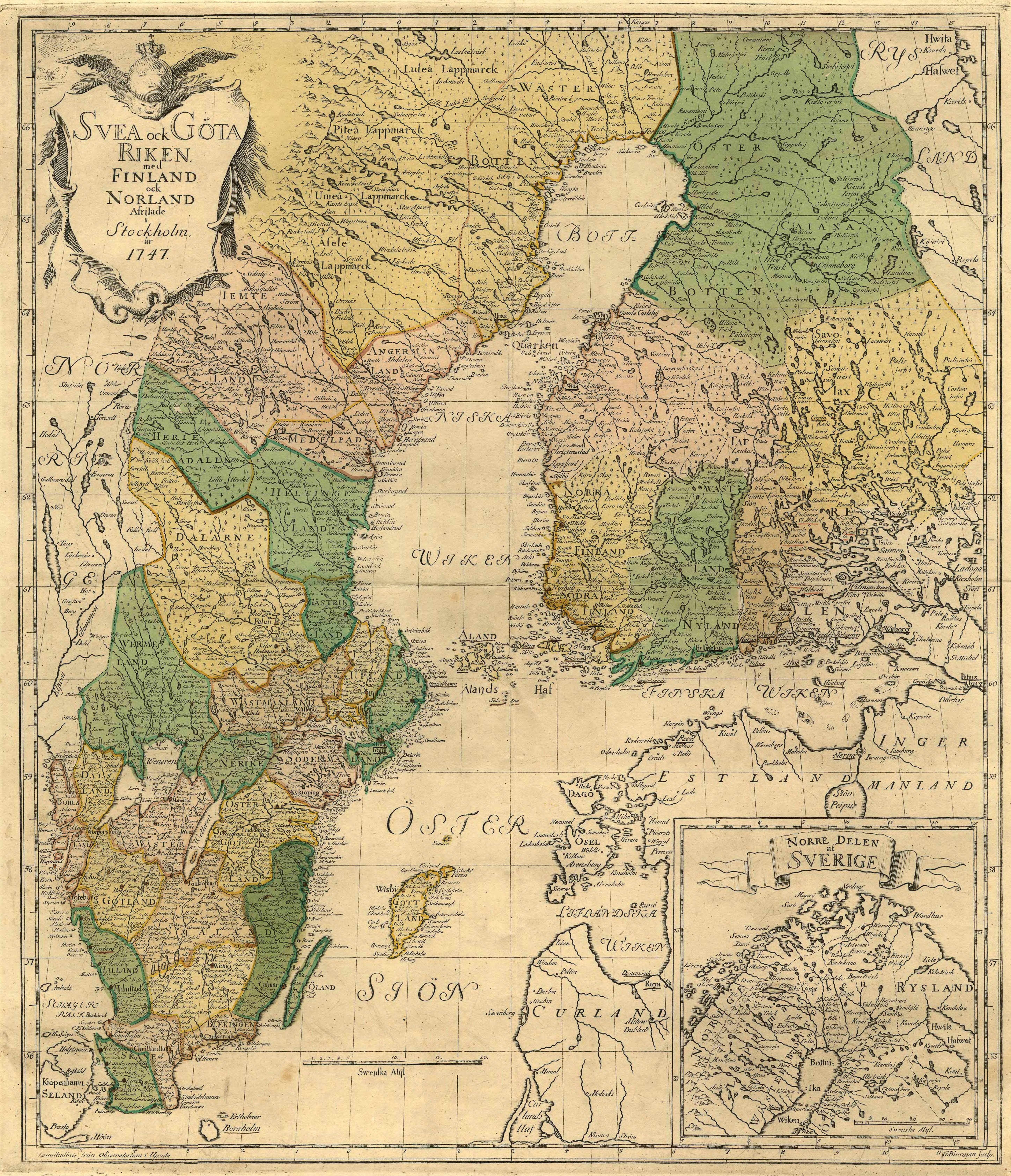
"Karta över Svea ock Göta riken med Finland..." 1747
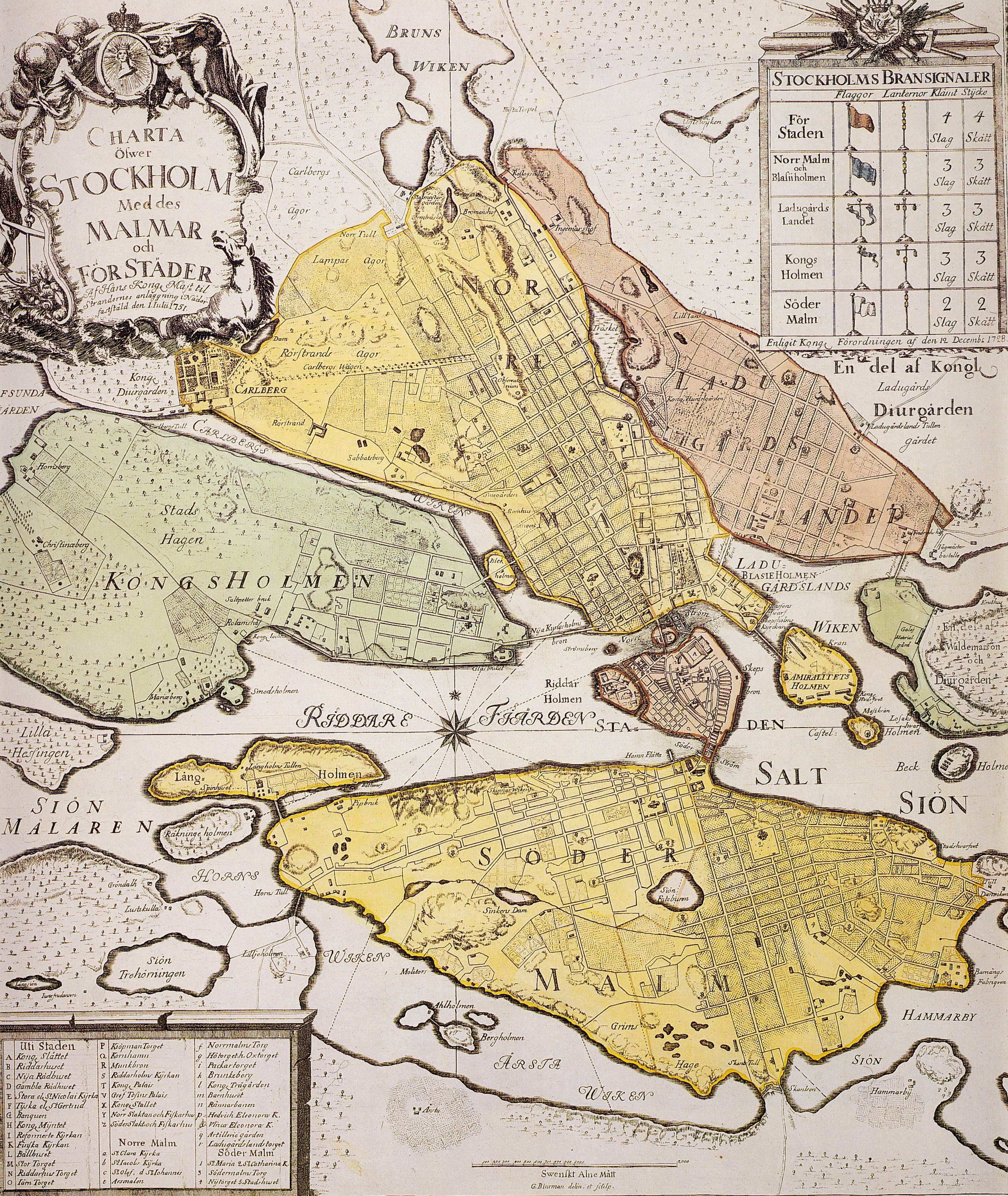
"Karta över Stockholms stads belägenhet" 1750-1751